# Specie di Cypripedium
Elenco delle specie di Cypripedium:

## A
- Cypripedium acaule Aiton, 1789
- Cypripedium × alaskanum P.M.Br.
- Cypripedium × andrewsii A.M.Fuller
- Cypripedium arietinum R.Br. in W.T.Aiton, 1813

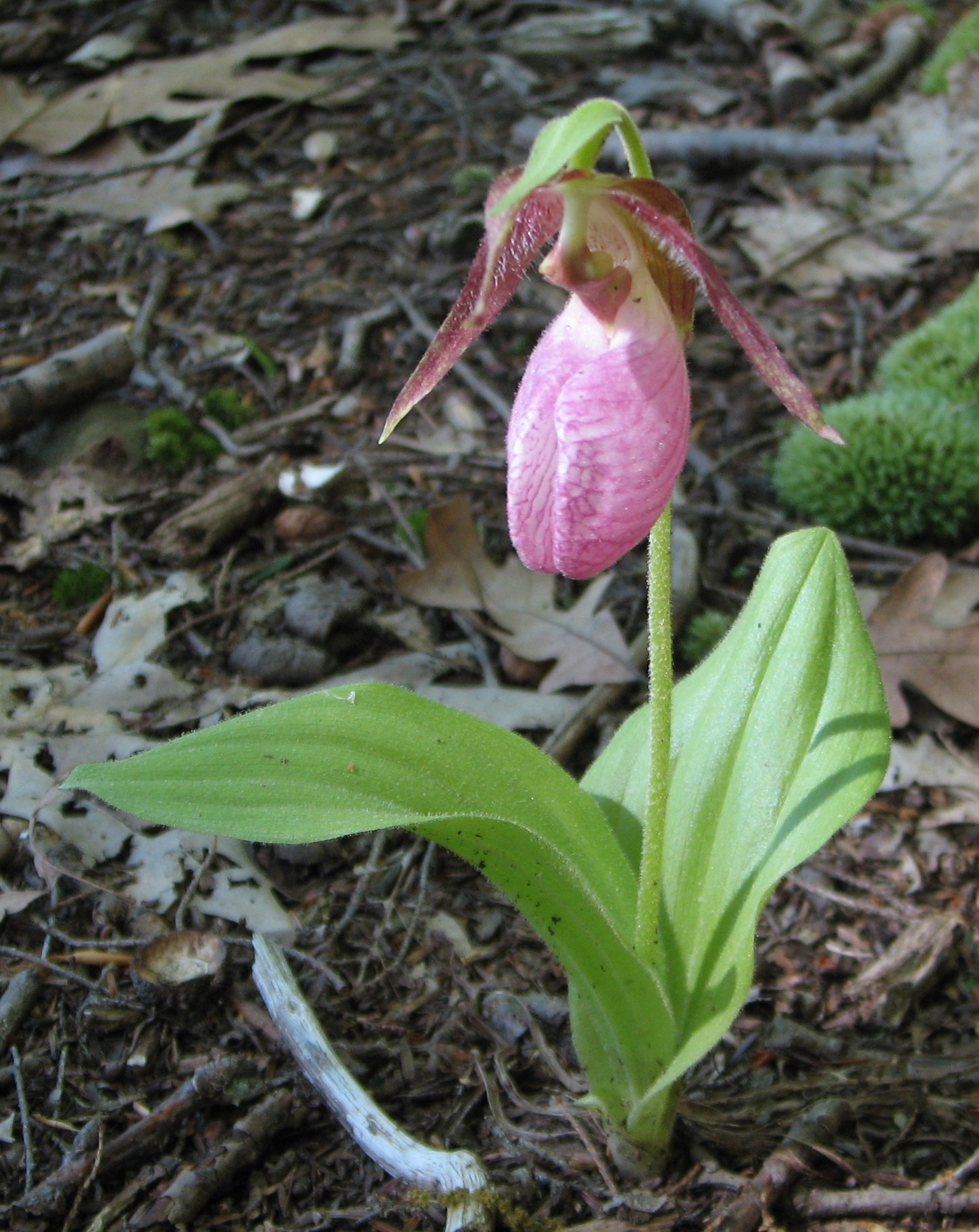
Cypripedium acaule
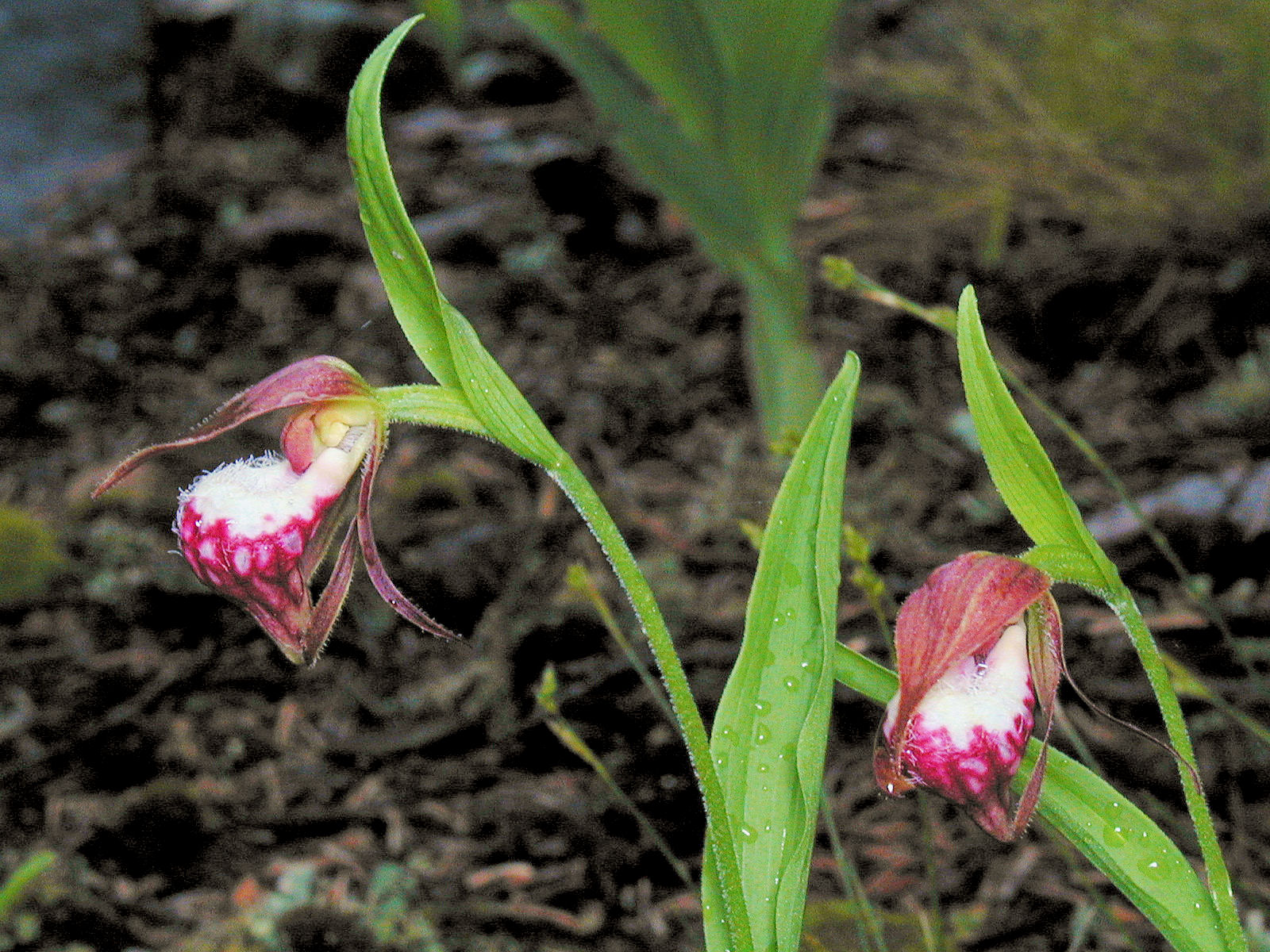
Cypripedium arietinum

## B
- Cypripedium bardolphianum W.W.Sm. & Farrer, 1916

## C
- Cypripedium calceolus L., 1753 – Pianelle della Madonna
- Cypripedium calcicola Schltr., 1924
- Cypripedium californicum A.Gray, 1868
- Cypripedium candidum Muhl. ex Willd., 1805
- Cypripedium × catherinae Aver.
- Cypripedium × columbianum Sheviak
- Cypripedium conzattianum R.González & Lizb.Hern.
- Cypripedium cordigerum D.Don, 1825

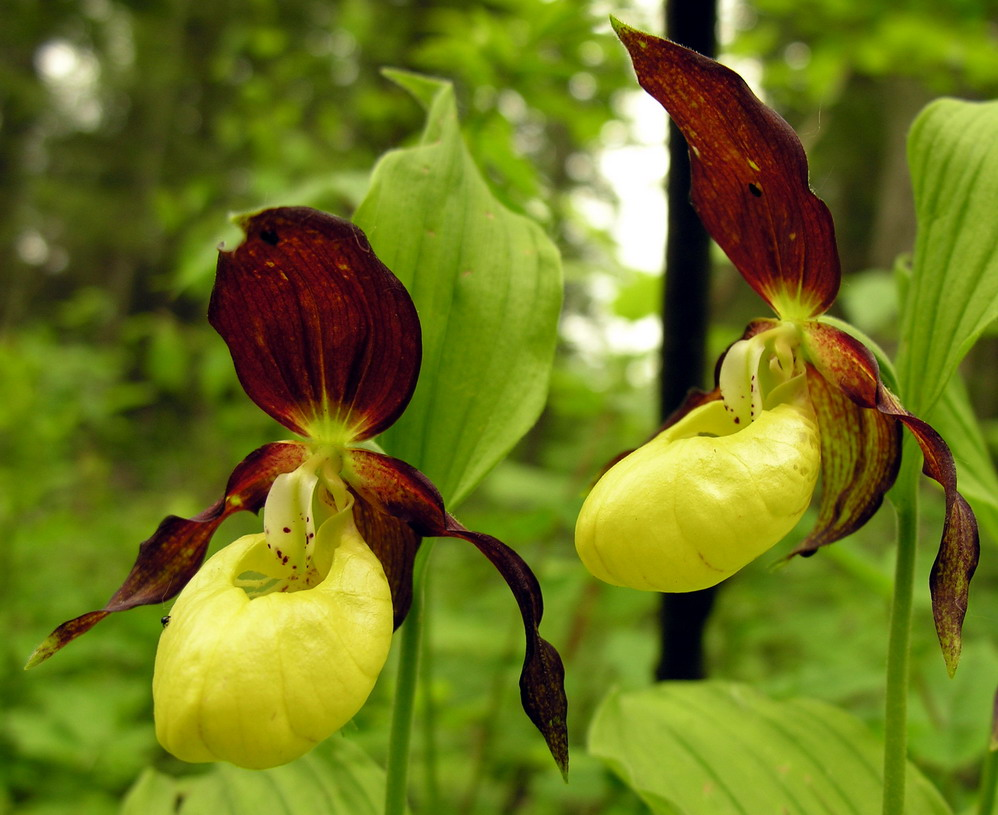
Cypripedium calceolus
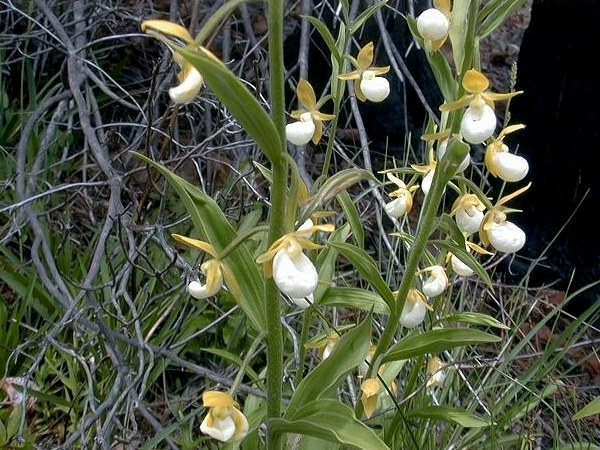
Cypripedium californicum
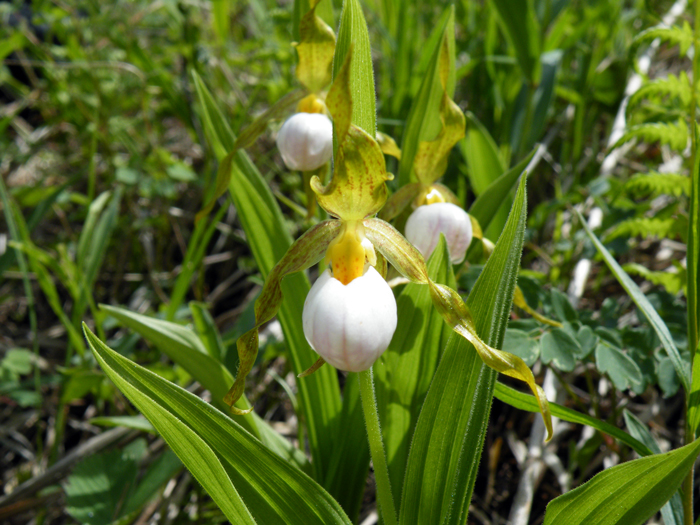
Cypripedium candidum

## D
- Cypripedium debile Rchb.f., 1874
- Cypripedium dickinsonianum Hágsater, 1984

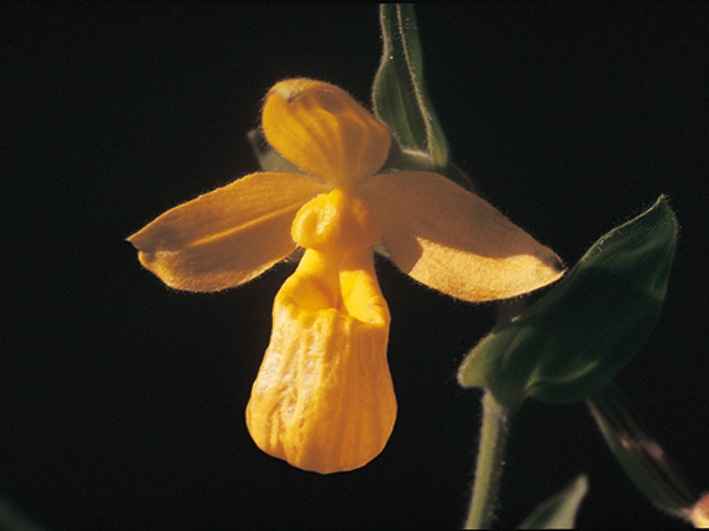
Cypripedium dickinsonianum

## E
- Cypripedium elegans Rchb.f., 1886

## F
- Cypripedium fargesii Franch., 1894
- Cypripedium farreri W.W.Sm., 1916
- Cypripedium fasciculatum Kellogg, 1879
- Cypripedium fasciolatum Franch., 1894
- Cypripedium flavum P.F.Hunt & Summerh., 1966
- Cypripedium formosanum Hayata, 1916
- Cypripedium forrestii P.J.Cribb, 1992
- Cypripedium franchetii Rolfe, 1912
- Cypripedium × fred-mulleri Szlach., Kolan. & Górniak

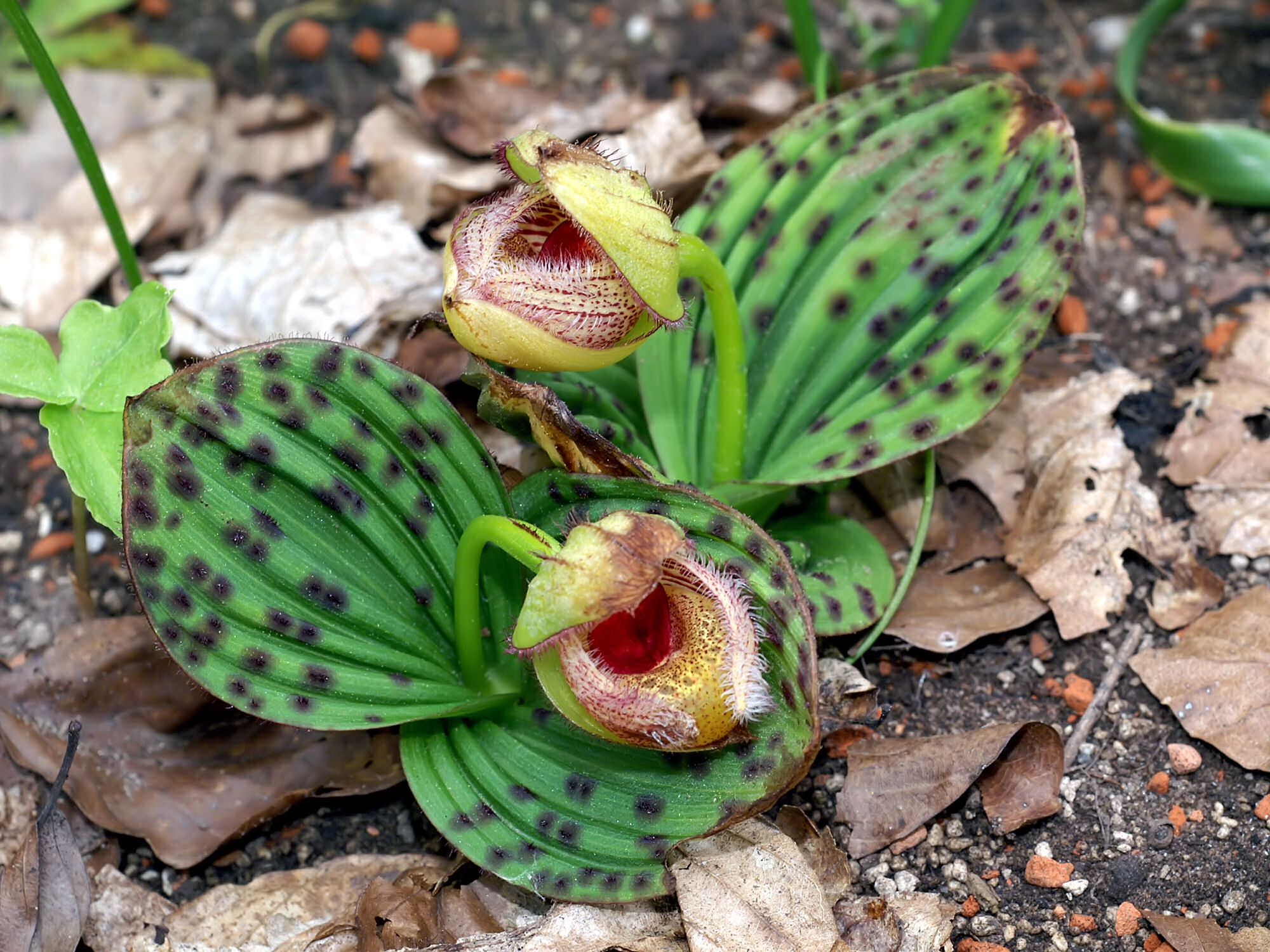
Cypripedium fargesii
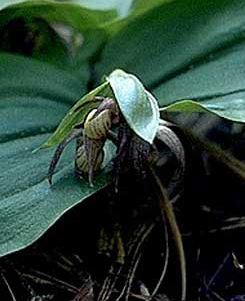
Cypripedium fasciculatum
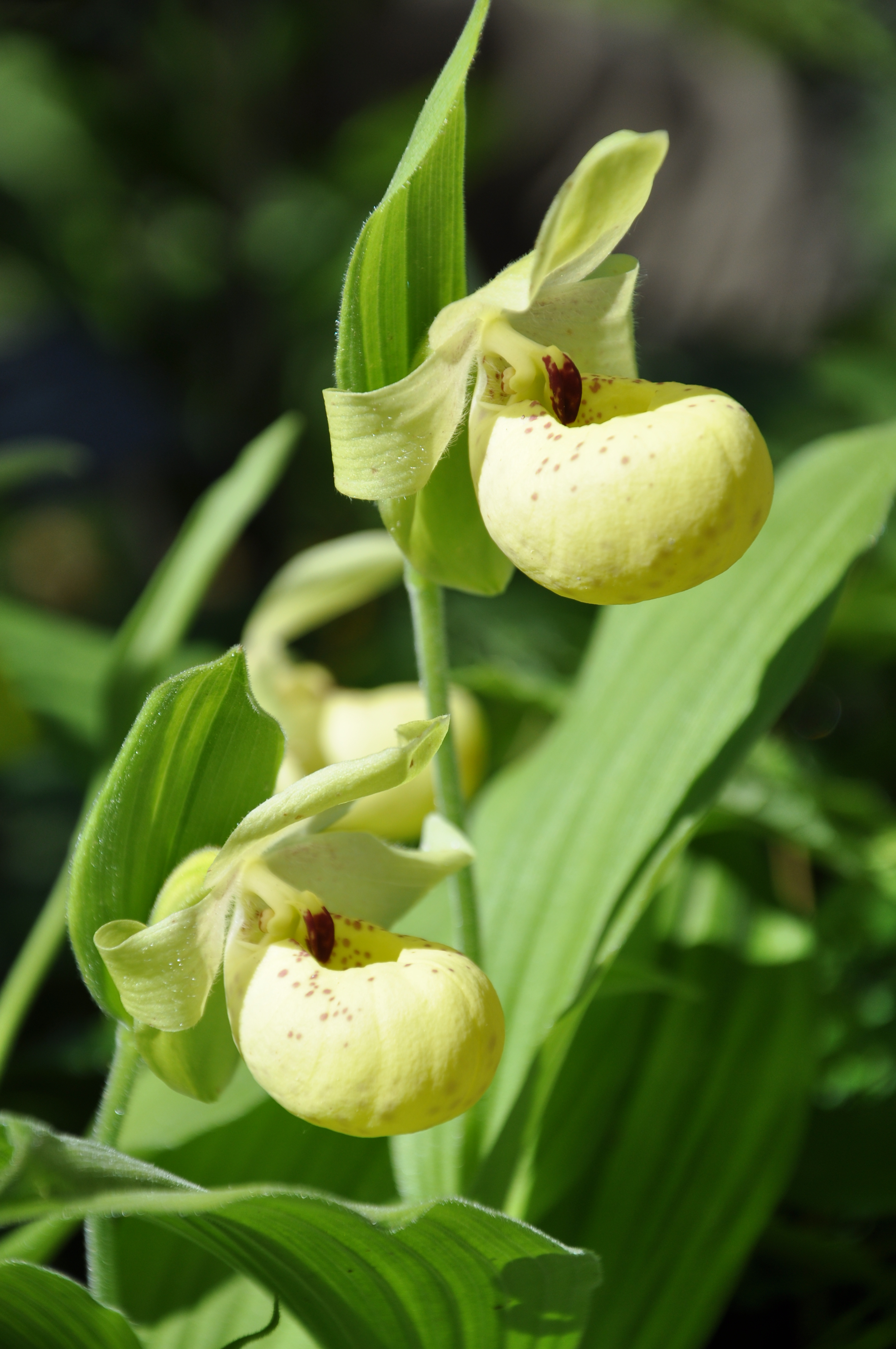
Cypripedium flavum
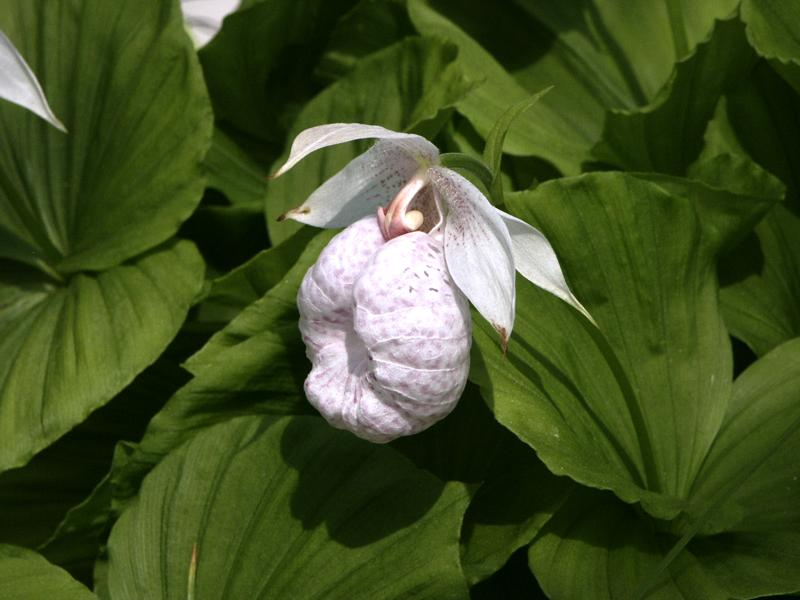
Cypripedium formosanum
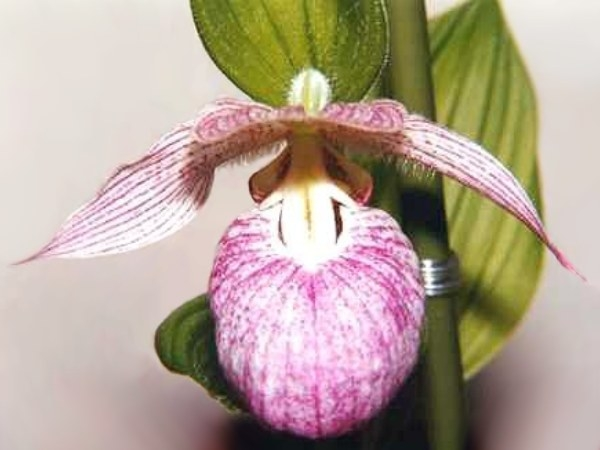
Cypripedium franchetii

## G
- Cypripedium gomezianum R.González & Lizb.Hern.
- Cypripedium guttatum Sw., 1800

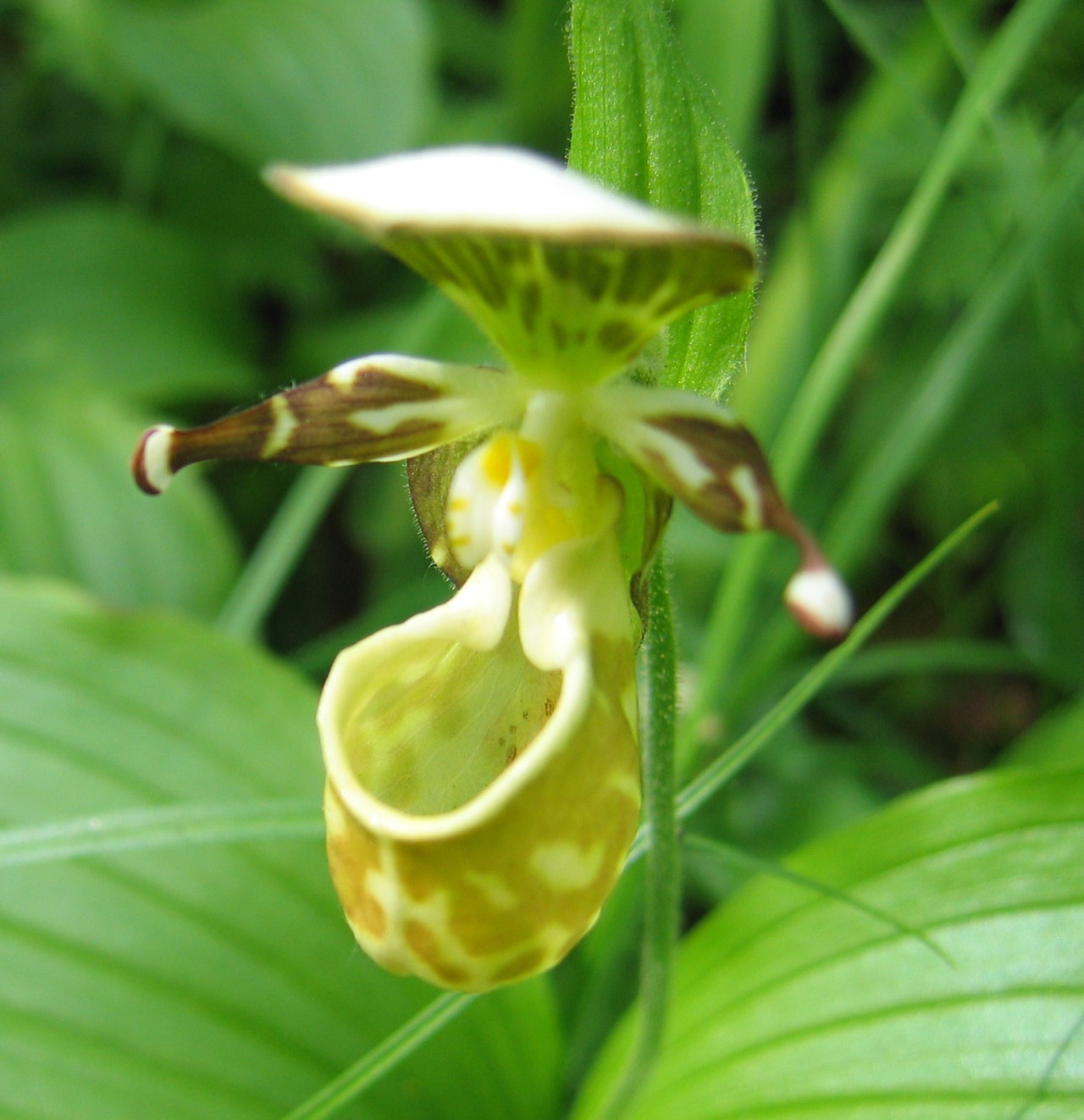
Cypripedium guttatum

## H
- Cypripedium henryi Rolfe, 1892
- Cypripedium × herae Ewacha & Sheviak
- Cypripedium himalaicum Rolfe, 1892

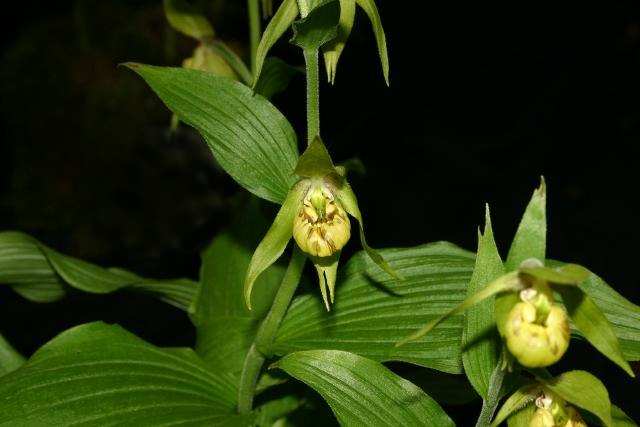
Cypripedium henryi

## I
- Cypripedium irapeanum Lex. in P.de La Llave & J.M.de Lexarza, 1825

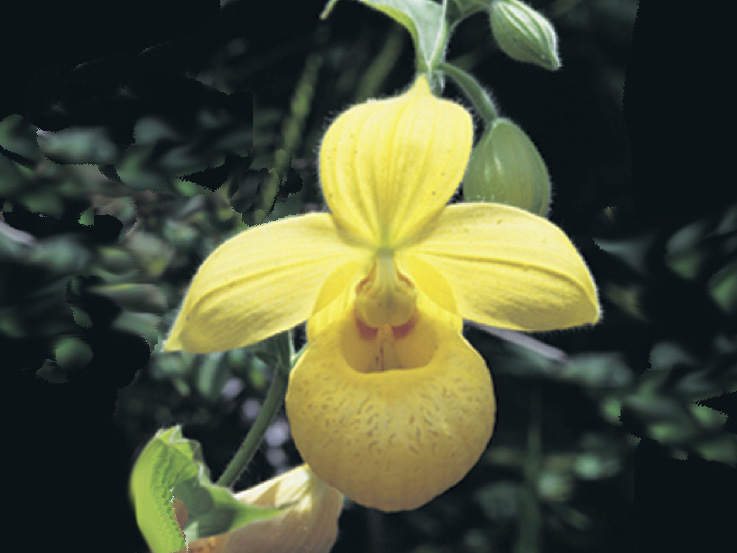
Cypripedium irapeanum

## J
- Cypripedium japonicum Thunb. in J.A.Murray, 1784

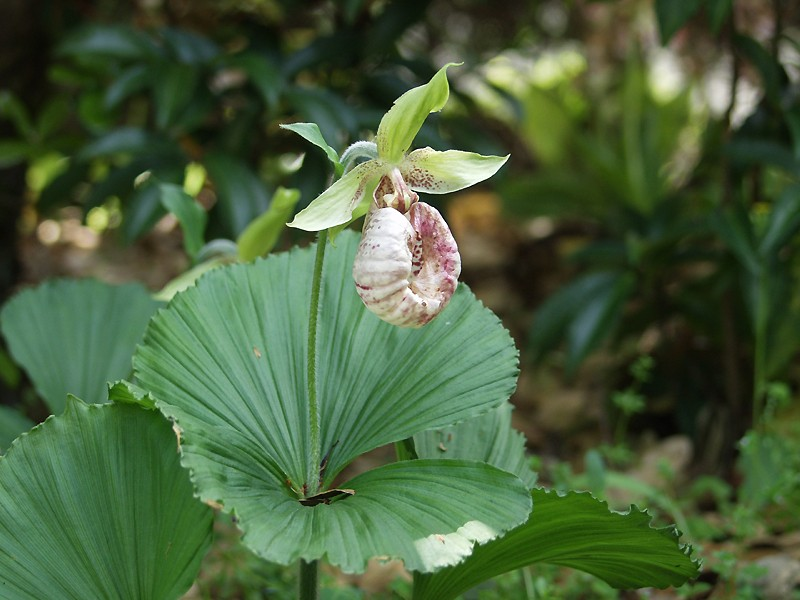
Cypripedium japonicum

## K
- Cypripedium kentuckiense C.F.Reed, 1981

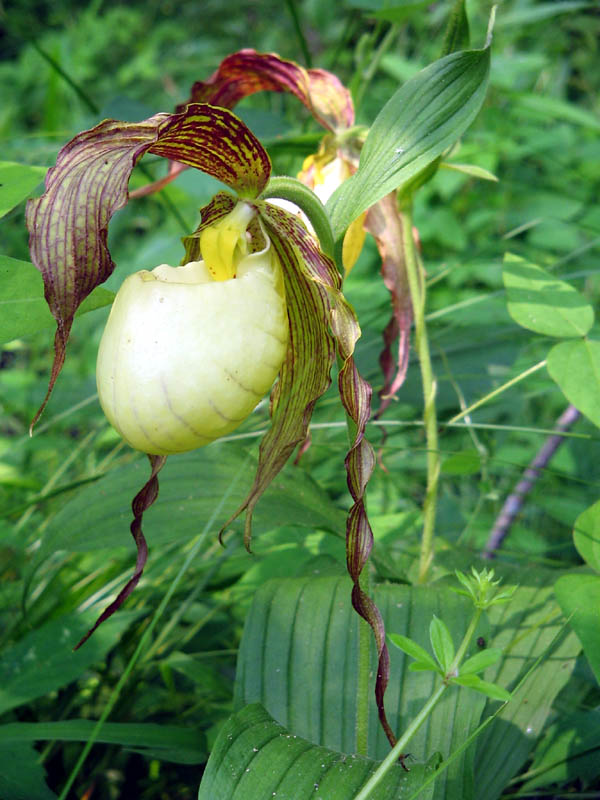
Cypripedium kentuckiense

## L
- Cypripedium lentiginosum P.J.Cribb & S.C.Chen, 1999
- Cypripedium lichiangense S.C.Chen & P.J.Cribb, 1994
- Cypripedium ludlowii P.J.Cribb, 1997
- Cypripedium luzmarianum R.González & R.Ramírez

## M
- Cypripedium macranthos Sw., 1800
- Cypripedium margaritaceum Franch., 1888
- Cypripedium micranthum Franch., 1894
- Cypripedium molle Lindl. in G.Bentham, 1840
- Cypripedium montanum Douglas ex Lindl., 1840

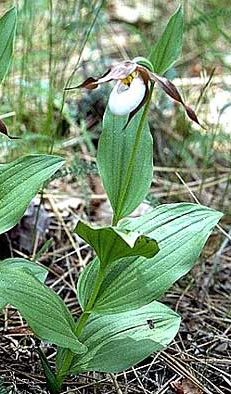
Cypripedium montanum

## P
- Cypripedium palangshanense Tang & F.T.Wang, 1936
- Cypripedium parviflorum Salisb., 1791
- Cypripedium passerinum Richardson, 1823
- Cypripedium plectrochilum Franch., 1885

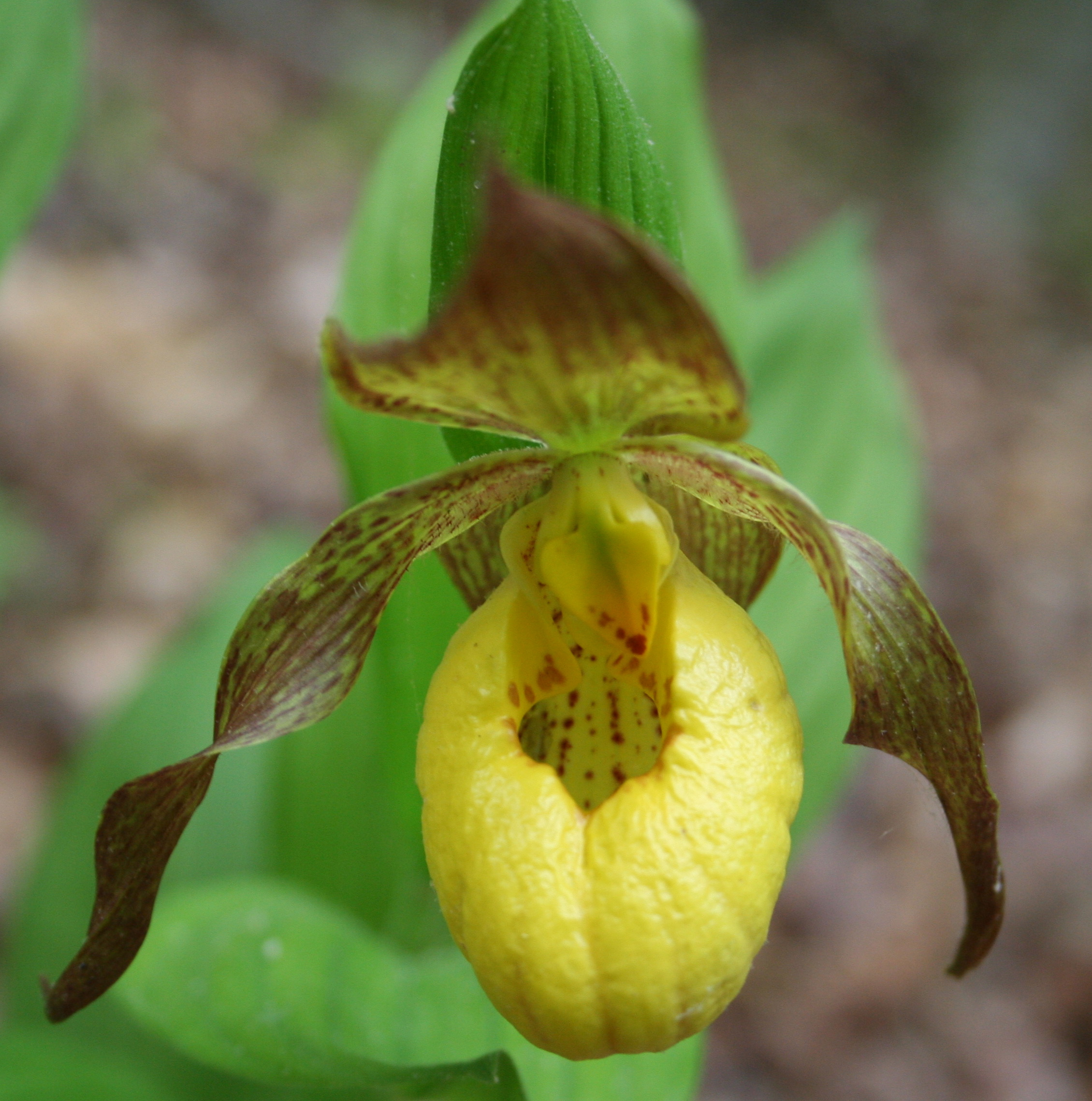
Cypripedium parviflorum

## R
- Cypripedium reginae Walter, 1788

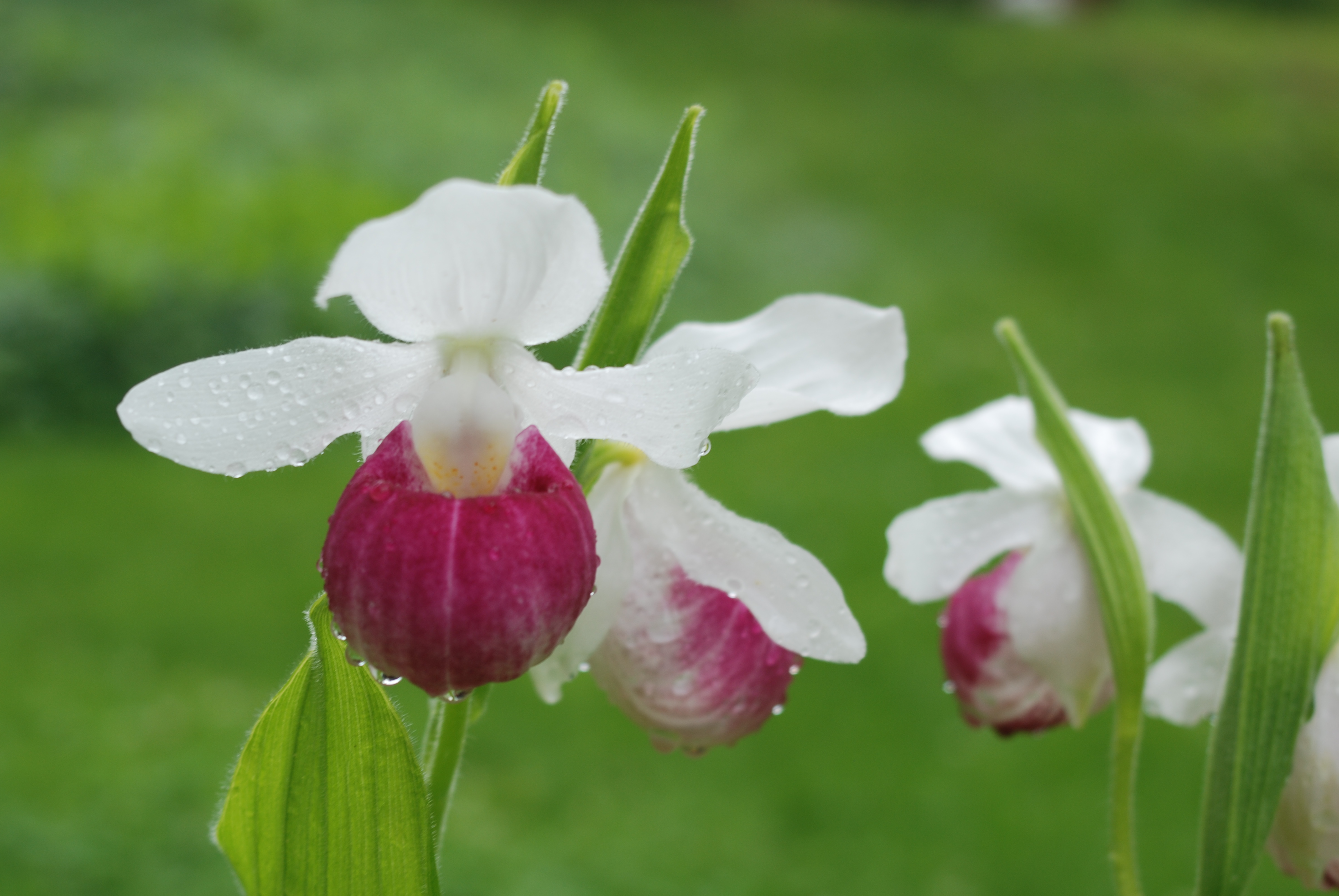
Cypripedium reginae

## S
- Cypripedium segawae Masam., 1933
- Cypripedium shanxiense S.C.Chen, 1983
- Cypripedium sichuanense Perner, 2002
- Cypripedium subtropicum S.C.Chen & K.Y.Lang, 1986
- Cypripedium susanae R.González & Lizb.Hern.

## T
- Cypripedium taibaiense G.H.Zhu & S.C.Chen, 1999
- Cypripedium tibeticum King ex Rolfe, 1892

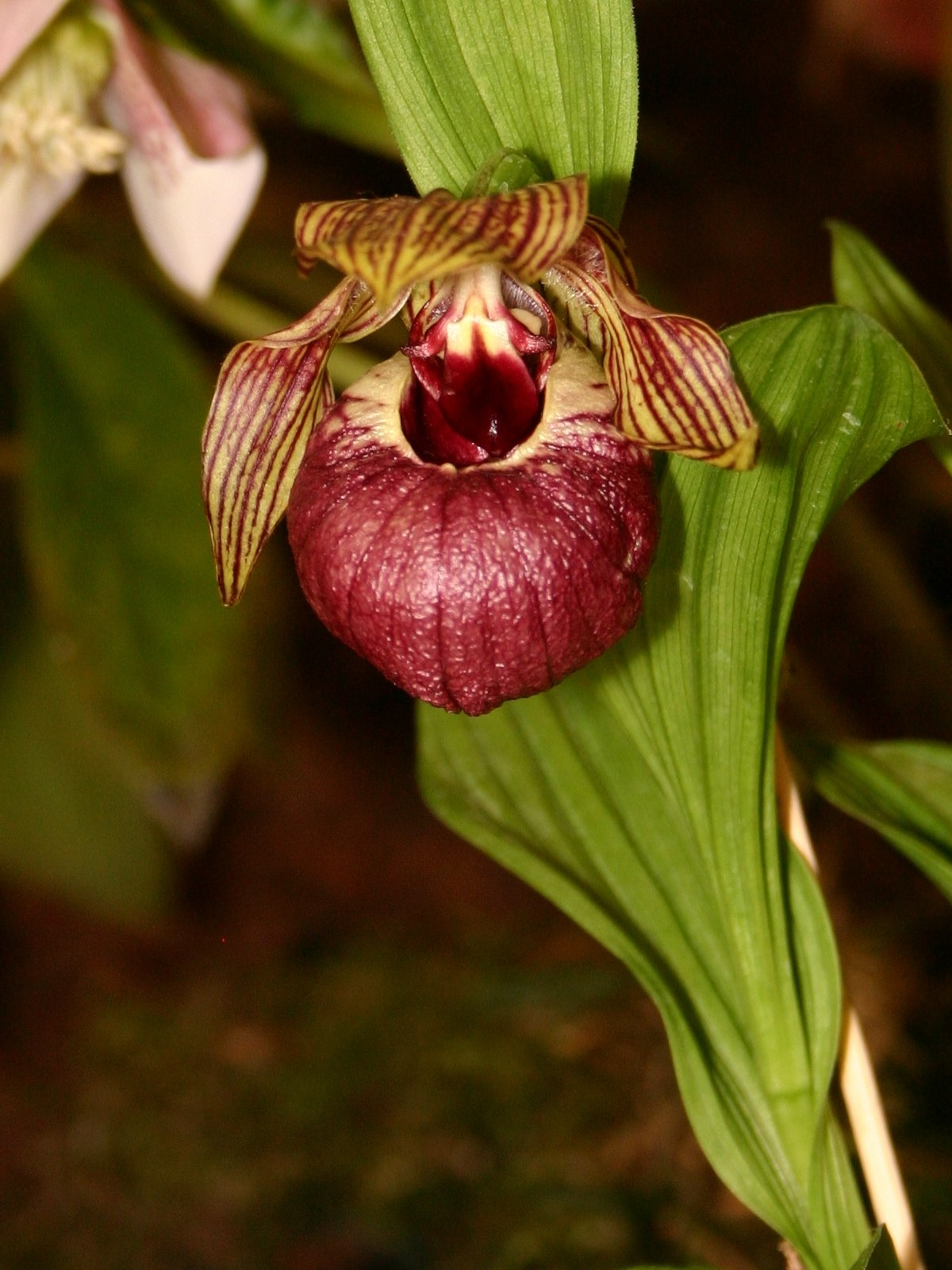
Cypripedium tibeticum

## V
- Cypripedium × ventricosum Sw.

## W
- Cypripedium wardii Rolfe, 1913
- Cypripedium × wenqingiae Perner
- Cypripedium wumengense S.C.Chen, 1985

## Y
- Cypripedium yatabeanum Makino, 1899
- Cypripedium yunnanense Franch., 1894